# Харб аль-Кирмани
Абу Муха́ммад Харб ибн Исмаи́л аль-Кирма́ни (араб. أبو محمد حرب بن إسماعيل الكرماني‎, ум. в 893 году) — мухаддис, правовед ханбалитского мазхаба, один из учеников и последователей Ахмада ибн Ханбаля.

## Биография
Его полное имя: Абу Мухаммад Харб ибн Исмаил ибн Халаф аль-Ханзали аль-Кирмани. Родился в местности Сайраджан, считавшейся одним из самых больших районов Кермана. Точной даты его рождения не известно. Согласно Абд аль-Баки ибн Кани, Харб ибн Исмаил скончался в 280 году по хиджре (893 год). Аз-Захаби также сообщает, что он умер в возрасте около девяноста лет, из чего следует, что он родился в промежутке между 806 и 815 годами. По происхождению — араб.
В поисках знаний посетил многие страны. Обучался у Абу аль-Валида ат-Таялиси, Абу Бакра аль-Хумайди, Абу Убайда аль-Касим аль-Багдади (ум. 839), Саида ибн Мансура, Ахмада ибн Ханбаля и Исхака ибн Рахавейха. Также среди его учителей называют Али ибн аль-Мадини, Сулеймана ибн Харба, Абу Дауда ас-Сиджистани, Ахмада ибн Насра ас-Сиджистани.
Среди известных его учеников можно выделить: Абу Бакр Ахмад аль-Маррузи (ум. 888), Абдуррахман ибн Мухаммад ар-Рази (ум. 939). От него передавали хадисы: аль-Касим ибн Мухаммад аль-Кирмани, Абдуллах ибн Исхак ан-Нахавенди, Абдуллах ибн Якуб аль-Кирмани, Абу Хатим ар-Рази (ум. 890), Абу Бакр аль-Халлал (ум. 923) и многие другие.
Двухтомный сборник Харба ибн Исмаила «Масаиль» является одним из самых ценных трудов по ханбалитскому мазхабу. Он также является автором книги «Китаб ас-Сунна», посвященой вероубеждению и книги по истории, которая была продиктована ему имамом Ахмадом ибн Ханбалем.

## Учителя
Он слышал от многих ученых своего времени из них самые известные: Абу Дауд аль-Таялиси, Абу Бакр аль-Хумайди, Сулейман ибн Харб, Абу Убайд аль-Касим ибн Саллам, Саид ибн Мансур, Али ибн аль-Мадини, Исхак ибн Рахавейх, Абу Саур, Аббас ибн Абд аль-Азим аль-Анбари, Ахмад ибн Ханбаль, Ахмад ибн Наср ан-Найсабури, Абу Дауд, Абу Хатим ар-Рази, Абу Зура ад-Димашки и др. Однако его главными учителями были Ахмад ибн Ханбаль и Исхак ибн Рахавейх.

## Труды
- «Масаиль»
- «ас-Сунна ва-ль-джамаа» эта книга утеряна, не путать с «Китаб ас-Сунна мин масаиль Харб ибн Исмаил аль-Кирмани».